# Liste der Mitglieder des VII. Senats der Republik Polen

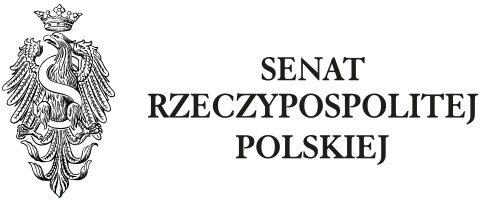
Emblem des Senats der Republik Polen

Die Liste der Mitglieder des VII. Senats der Republik Polen enthält alle Senatoren der VII. Wahlperiode des Senats der Republik Polen. Die Amtszeit der Senatoren begann am 5. November 2007 mit dem Leisten des Amtseides während der konstituierenden Sitzung des Senats und dauerte bis zum 8. November 2011, dem Tag vor der Versammlung des Senats der nächsten Wahlperiode, an.
Der VII. Senat der Republik Polen bestand aus 100 Mitgliedern. Gewählt wurden die Senatoren bei der Parlamentswahl am 21. Oktober 2007 in 40 Wahlkreisen nach Mehrheitswahl (Persönlichkeitswahl), wobei in einem Wahlkreis zwischen zwei und vier Mandate vergeben wurden. Während der Wahlperiode schieden fünf Senatoren aus. Alle fünf Mandate wurden nachgewählt.

## Übersicht der Fraktionen
| Fraktion | Fraktion                                                                                          | Mandate                                | Mandate                             | ±   |
| Fraktion | Fraktion                                                                                          | Erste Sitzung (5./6./9./10. Nov. 2007) | Letzte Sitzung (13./14. Sept. 2011) | ±   |
| -------- | ------------------------------------------------------------------------------------------------- | -------------------------------------- | ----------------------------------- | --- |
|          | Klub Senatorów Platforma Obywatelska (PO) (Senatorenklub Bürgerplattform)                         | 059                                    | 053                                 | ▼ 6 |
|          | Klub Parlamentarny Prawo i Sprawiedliwość (PiS) (Parlamentsklub Recht und Gerechtigkeit)          | 038                                    | 036                                 | ▼ 2 |
|          | Koło Senackie „Obywatele do Senatu“ (OdS) (Senatskreis „Bürger im Senat“)                         | 000                                    | 003                                 | ▲ 3 |
|          | Klub Poselski Polskiego Stronnictwa Ludowego (PSL) (Parlamentarischer Klub Polnische Volkspartei) | 000                                    | 002                                 | ▲ 2 |
|          | Klub Polska Jest Najważniejsza (PJN) (Klub Polen ist am wichtigsten)                              | 000                                    | 001                                 | ▲ 1 |
|          | Fraktionslos                                                                                      | 003                                    | 005                                 | ▲ 2 |
| Total:   | Total:                                                                                            | 100                                    | 100                                 | ▬ 0 |

## Liste der Senatoren
Farblegende:
Senator der ganzen Wahlperiode
Vorzeitig ausgeschiedener Senator
Nachgewählter Senator
| Bild | Bild                                 | Name                          | Wahlkomitee                   | Wahlkreis | Fraktion     | Anmerkungen |
| ---- | ------------------------------------ | ----------------------------- | ----------------------------- | --------- | ------------ | --- |
|      | Łukasz Abgarowicz                    | Łukasz Abgarowicz             | KW Platforma Obywatelska RP   | 19        | PO           | |
|      | Małgorzata Adamczak                  | Małgorzata Adamczak           | KW Platforma Obywatelska RP   | 35        | PO           | |
|      | Piotr Łukasz Juliusz Andrzejewski    | Piotr Andrzejewski            | KW Prawo i Sprawiedliwość     | 19        | PiS          | |
|      | Dorota Irvina Arciszewska-Mielewczyk | Dorota Arciszewska-Mielewczyk | KW Prawo i Sprawiedliwość     | 25        | PiS          | |
|      | Mieczysław Augustyn                  | Mieczysław Augustyn           | KW Platforma Obywatelska RP   | 37        | PO           | |
|      | Grzegorz Banaś                       | Grzegorz Banaś                | KW Prawo i Sprawiedliwość     | 32        | PiS          | bis zum 23. Februar 2011 Mitglied des Klub Parlamentarny Prawo i Sprawiedliwość (PiS), danach fraktionslos                                                                                                   |
|      | Grzegorz Banaś                       | Grzegorz Banaś                | KW Prawo i Sprawiedliwość     | 32        | fraktionslos | bis zum 23. Februar 2011 Mitglied des Klub Parlamentarny Prawo i Sprawiedliwość (PiS), danach fraktionslos                                                                                                   |
|      | Ryszard Bender                       | Ryszard Bender                | KW Prawo i Sprawiedliwość     | 06        | PiS          | |
|      | Józef Bergier                        | Józef Bergier                 | KW Platforma Obywatelska RP   | 07        | PO           | |
|      | Stanisław Bisztyga                   | Stanisław Bisztyga            | KW Platforma Obywatelska RP   | 12        | PO           | |
|      | Przemysław Błaszczyk                 | Przemysław Błaszczyk          | KW Prawo i Sprawiedliwość     | 11        | PiS          | |
|      | Krystyna Bochenek                    | Krystyna Bochenek             | KW Platforma Obywatelska RP   | 30        | PO           | verstorben am 10. April 2010 |
|      | Krystyna Bochenek                    | Krystyna Bochenek             | KW Platforma Obywatelska RP   | 30        |              | verstorben am 10. April 2010 |
|      | Bogdan Borusewicz                    | Bogdan Borusewicz             | KW Platforma Obywatelska RP   | 24        | fraktionslos | bis zum 10. Juni 2011 fraktionslos und ab dem 11. Juni 2011 Mitglied des Klub Senatorów Platforma Obywatelska (PO)                                                                                           |
|      | Bogdan Borusewicz                    | Bogdan Borusewicz             | KW Platforma Obywatelska RP   | 24        | PO           | bis zum 10. Juni 2011 fraktionslos und ab dem 11. Juni 2011 Mitglied des Klub Senatorów Platforma Obywatelska (PO)                                                                                           |
|      | Barbara Borys-Damięcka               | Barbara Borys-Damięcka        | KW Platforma Obywatelska RP   | 18        | PO           | |
|      | Michał Boszko                        | Michał Boszko                 | KW Polskie Stronnictwo Ludowe | 15        |              | nachgewählt am 20. Juni 2010 für Janina Fetlińska |
|      | Michał Boszko                        | Michał Boszko                 | KW Polskie Stronnictwo Ludowe | 15        | PSL          | nachgewählt am 20. Juni 2010 für Janina Fetlińska |
|      | Jerzy Chróścikowski                  | Jerzy Chróścikowski           | KW Prawo i Sprawiedliwość     | 07        | PiS          | |
|      | Zbigniew Cichoń                      | Zbigniew Cichoń               | KW Prawo i Sprawiedliwość     | 12        | PiS          | |
|      | Lucjan Cichosz                       | Lucjan Cichosz                | KW Prawo i Sprawiedliwość     | 07        | fraktionslos | bis zum 8. Juli 2010 fraktionslos und danach Mitglied des Klub Parlamentarny Prawo i Sprawiedliwość (PiS) |
|      | Lucjan Cichosz                       | Lucjan Cichosz                | KW Prawo i Sprawiedliwość     | 07        | PiS          | bis zum 8. Juli 2010 fraktionslos und danach Mitglied des Klub Parlamentarny Prawo i Sprawiedliwość (PiS) |
|      | Włodzimierz Cimoszewicz              | Włodzimierz Cimoszewicz       | KW Prawo i Sprawiedliwość     | 23        | fraktionslos | |
|      | Grzegorz Czelej                      | Grzegorz Czelej               | KW Prawo i Sprawiedliwość     | 06        | PiS          | |
|      | Władysław Dajczak                    | Władysław Dajczak             | KW Prawo i Sprawiedliwość     | 08        | PiS          | |
|      | Wiesław Dobkowski                    | Wiesław Dobkowski             | KW Prawo i Sprawiedliwość     | 10        | PiS          | |
|      | Jan Dobrzyński                       | Jan Dobrzyński                | KW Prawo i Sprawiedliwość     | 23        | PiS          | |
|      | Jarosław Duda                        | Jarosław Duda                 | KW Platforma Obywatelska RP   | 03        | PO           | |
|      | Janina Fetlińska                     | Janina Fetlińska              | KW Prawo i Sprawiedliwość     | 15        | PiS          | verstorben am 10. April 2010 |
|      | Janina Fetlińska                     | Janina Fetlińska              | KW Prawo i Sprawiedliwość     | 15        |              | verstorben am 10. April 2010 |
|      | Piotr Głowski                        | Piotr Głowski                 | KW Platforma Obywatelska RP   | 37        | PO           | Mandatsverlust am 21. November 2010 aufgrund der Wahl zum Stadtpräsidenten von Piła |
|      | Piotr Głowski                        | Piotr Głowski                 | KW Platforma Obywatelska RP   | 37        |              | Mandatsverlust am 21. November 2010 aufgrund der Wahl zum Stadtpräsidenten von Piła |
|      | Stanisław Gogacz                     | Stanisław Gogacz              | KW Prawo i Sprawiedliwość     | 06        | PiS          | |
|      | Stanisław Gorczyca                   | Stanisław Gorczyca            | KW Platforma Obywatelska RP   | 33        | PO           | |
|      | Ryszard Górecki                      | Ryszard Górecki               | KW Platforma Obywatelska RP   | 34        | PO           | |
|      | Henryk Górski                        | Henryk Górski                 | KW Prawo i Sprawiedliwość     | 17        | PiS          | |
|      | Maciej Grubski                       | Maciej Grubski                | KW Platforma Obywatelska RP   | 09        | PO           | |
|      | Piotr Gruszczyński                   | Piotr Gruszczyński            | KW Platforma Obywatelska RP   | 36        | PO           | |
|      | Tadeusz Gruszka                      | Tadeusz Gruszka               | KW Prawo i Sprawiedliwość     | 29        | PiS          | |
|      | Andrzej Grzyb                        | Andrzej Grzyb                 | KW Platforma Obywatelska RP   | 24        | PO           | |
|      | Witold Idczak                        | Witold Idczak                 | KW Prawo i Sprawiedliwość     | 01        | PiS          | |
|      | Stanisław Iwan                       | Stanisław Iwan                | KW Platforma Obywatelska RP   | 08        | PO           | |
|      | Kazimierz Jaworski                   | Kazimierz Jaworski            | KW Prawo i Sprawiedliwość     | 22        | PiS          | |
|      | Stanisław Jurcewicz                  | Stanisław Jurcewicz           | KW Platforma Obywatelska RP   | 02        | PO           | |
|      | Piotr Kaleta                         | Piotr Kaleta                  | KW Prawo i Sprawiedliwość     | 35        | PiS          | |
|      | Stanisław Karczewski                 | Stanisław Karczewski          | KW Prawo i Sprawiedliwość     | 16        | PiS          | |
|      | Leon Kieres                          | Leon Kieres                   | KW Platforma Obywatelska RP   | 03        | PO           | |
|      | Kazimierz Kleina                     | Kazimierz Kleina              | KW Platforma Obywatelska RP   | 25        | PO           | |
|      | Maciej Klima                         | Maciej Klima                  | KW Prawo i Sprawiedliwość     | 14        | PiS          | |
|      | Paweł Klimowicz                      | Paweł Klimowicz               | KW Platforma Obywatelska RP   | 12        | PO           | bis zum 30. März 2011 Mitglied des Klub Senatorów Platforma Obywatelska (PO), anschließend bis zum 5. September fraktionslos und ab dem 6. September 2011 Mitglied des Koło Senackie „Obywatele do Senatu“   |
|      | Paweł Klimowicz                      | Paweł Klimowicz               | KW Platforma Obywatelska RP   | 12        | fraktionslos | bis zum 30. März 2011 Mitglied des Klub Senatorów Platforma Obywatelska (PO), anschließend bis zum 5. September fraktionslos und ab dem 6. September 2011 Mitglied des Koło Senackie „Obywatele do Senatu“   |
|      | Paweł Klimowicz                      | Paweł Klimowicz               | KW Platforma Obywatelska RP   | 12        | OdS          | bis zum 30. März 2011 Mitglied des Klub Senatorów Platforma Obywatelska (PO), anschließend bis zum 5. September fraktionslos und ab dem 6. September 2011 Mitglied des Koło Senackie „Obywatele do Senatu“   |
|      | Ryszard Knosala                      | Ryszard Knosala               | KW Platforma Obywatelska RP   | 20        | PO           | |
|      | Stanisław Kogut                      | Stanisław Kogut               | KW Prawo i Sprawiedliwość     | 13        | PiS          | |
|      | Marek Konopka                        | Marek Konopka                 | KW Platforma Obywatelska RP   | 34        | PO           | |
|      | Bronisław Korfanty                   | Bronisław Korfanty            | KW Prawo i Sprawiedliwość     | 30        | PiS          | |
|      | Sławomir Kowalski                    | Sławomir Kowalski             | KW Platforma Obywatelska RP   | 26        | PO           | |
|      | Norbert Krajczy                      | Norbert Krajczy               | KW Prawo i Sprawiedliwość     | 20        | PiS          | bis zum 28. Februar 2011 Mitglied des Klub Parlamentarny Prawo i Sprawiedliwość (PiS) und ab dem 1. März 2011 Mitglied des Klub Poselski Polskiego Stronnictwa Ludowego (PSL)                                |
|      | Norbert Krajczy                      | Norbert Krajczy               | KW Prawo i Sprawiedliwość     | 20        | PSL          | bis zum 28. Februar 2011 Mitglied des Klub Parlamentarny Prawo i Sprawiedliwość (PiS) und ab dem 1. März 2011 Mitglied des Klub Poselski Polskiego Stronnictwa Ludowego (PSL)                                |
|      | Waldemar Kraska                      | Waldemar Kraska               | KW Prawo i Sprawiedliwość     | 17        | PiS          | |
|      | Krzysztof Kwiatkowski                | Krzysztof Kwiatkowski         | KW Platforma Obywatelska RP   | 09        | PO           | |
|      | Roman Ludwiczuk                      | Roman Ludwiczuk               | KW Platforma Obywatelska RP   | 02        | PO           | bis zum 2. Dezember 2010 Mitglied des Klub Senatorów Platforma Obywatelska (PO), danach fraktionslos |
|      | Roman Ludwiczuk                      | Roman Ludwiczuk               | KW Platforma Obywatelska RP   | 02        | fraktionslos | bis zum 2. Dezember 2010 Mitglied des Klub Senatorów Platforma Obywatelska (PO), danach fraktionslos |
|      | Krzysztof Majkowski                  | Krzysztof Majkowski           | KW Prawo i Sprawiedliwość     | 17        | PiS          | |
|      | Adam Massalski                       | Adam Massalski                | KW Prawo i Sprawiedliwość     | 32        | PiS          | |
|      | Andrzej Mazurkiewicz                 | Andrzej Mazurkiewicz          | KW Prawo i Sprawiedliwość     | 21        | PiS          | verstorben am 21. März 2008 |
|      | Andrzej Mazurkiewicz                 | Andrzej Mazurkiewicz          | KW Prawo i Sprawiedliwość     | 21        |              | verstorben am 21. März 2008 |
|      | Zbigniew Meres                       | Zbigniew Meres                | KW Platforma Obywatelska RP   | 31        | PO           | |
|      | Tomasz Misiak                        | Tomasz Misiak                 | KW Platforma Obywatelska RP   | 01        | PO           | bis zum 17. März 2011 Mitglied des Klub Senatorów Platforma Obywatelska (PO), anschließend bis zum 5. September fraktionslos und ab dem 6. September 2011 Mitglied des Koło Senackie „Obywatele do Senatu“   |
|      | Tomasz Misiak                        | Tomasz Misiak                 | KW Platforma Obywatelska RP   | 01        | fraktionslos | bis zum 17. März 2011 Mitglied des Klub Senatorów Platforma Obywatelska (PO), anschließend bis zum 5. September fraktionslos und ab dem 6. September 2011 Mitglied des Koło Senackie „Obywatele do Senatu“   |
|      | Tomasz Misiak                        | Tomasz Misiak                 | KW Platforma Obywatelska RP   | 01        | OdS          | bis zum 17. März 2011 Mitglied des Klub Senatorów Platforma Obywatelska (PO), anschließend bis zum 5. September fraktionslos und ab dem 6. September 2011 Mitglied des Koło Senackie „Obywatele do Senatu“   |
|      | Andrzej Misiołek                     | Andrzej Misiołek              | KW Platforma Obywatelska RP   | 28        | PO           | |
|      | Antoni Motyczka                      | Antoni Motyczka               | KW Platforma Obywatelska RP   | 29        | PO           | |
|      | Rafał Muchacki                       | Rafał Muchacki                | KW Platforma Obywatelska RP   | 26        | PO           | |
|      | Ireneusz Niewiarowski                | Ireneusz Niewiarowski         | KW Platforma Obywatelska RP   | 36        | PO           | |
|      | Michał Okła                          | Michał Okła                   | KW Platforma Obywatelska RP   | 32        | PO           | |
|      | Jan Olech                            | Jan Olech                     | KW Platforma Obywatelska RP   | 40        | PO           | bis zum 19. August 2011 Mitglied des Klub Senatorów Platforma Obywatelska (PO), anschließend fraktionslos |
|      | Jan Olech                            | Jan Olech                     | KW Platforma Obywatelska RP   | 40        | fraktionslos | bis zum 19. August 2011 Mitglied des Klub Senatorów Platforma Obywatelska (PO), anschließend fraktionslos |
|      | Władysław Ortyl                      | Władysław Ortyl               | KW Prawo i Sprawiedliwość     | 22        | PiS          | |
|      | Andrzej Owczarek                     | Andrzej Owczarek              | KW Platforma Obywatelska RP   | 11        | PO           | |
|      | Maria Pańczyk-Pozdziej               | Maria Pańczyk-Pozdziej        | KW Platforma Obywatelska RP   | 28        | PO           | |
|      | Bohdan Paszkowski                    | Bohdan Paszkowski             | KW Prawo i Sprawiedliwość     | 23        | PiS          | |
|      | Zbigniew Pawłowicz                   | Zbigniew Pawłowicz            | KW Platforma Obywatelska RP   | 04        | PO           | |
|      | Andrzej Person                       | Andrzej Person                | KW Platforma Obywatelska RP   | 05        | PO           | |
|      | Antoni Piechniczek                   | Antoni Piechniczek            | KW Platforma Obywatelska RP   | 30        | PO           | |
|      | Leszek Piechota                      | Leszek Piechota               | KW Platforma Obywatelska RP   | 30        |              | nachgewählt am 20. Juni 2010 für Krystyna Bochenek |
|      | Leszek Piechota                      | Leszek Piechota               | KW Platforma Obywatelska RP   | 30        | PO           | nachgewählt am 20. Juni 2010 für Krystyna Bochenek |
|      | Krzysztof Piesiewicz                 | Krzysztof Piesiewicz          | KW Platforma Obywatelska RP   | 18        | PO           | |
|      | Stanisław Piotrowicz                 | Stanisław Piotrowicz          | KW Prawo i Sprawiedliwość     | 21        | PiS          | |
|      | Zdzisław Pupa                        | Zdzisław Pupa                 | KW Prawo i Sprawiedliwość     | 22        | PiS          | |
|      | Janusz Rachoń                        | Janusz Rachoń                 | KW Platforma Obywatelska RP   | 24        | PO           | |
|      | Marek Rocki                          | Marek Rocki                   | KW Platforma Obywatelska RP   | 18        | PO           | |
|      | Zbigniew Romaszewski                 | Zbigniew Romaszewski          | KW Prawo i Sprawiedliwość     | 18        | PiS          | bis zum 15. Februar 2010 Mitglied des Klub Parlamentarny Prawo i Sprawiedliwość (PiS), anschließend fraktionslos und ab dem 8. Juli 2010 wieder Mitglied des Klub Parlamentarny Prawo i Sprawiedliwość (PiS) |
|      | Zbigniew Romaszewski                 | Zbigniew Romaszewski          | KW Prawo i Sprawiedliwość     | 18        | fraktionslos | bis zum 15. Februar 2010 Mitglied des Klub Parlamentarny Prawo i Sprawiedliwość (PiS), anschließend fraktionslos und ab dem 8. Juli 2010 wieder Mitglied des Klub Parlamentarny Prawo i Sprawiedliwość (PiS) |
|      | Zbigniew Romaszewski                 | Zbigniew Romaszewski          | KW Prawo i Sprawiedliwość     | 18        | PiS          | bis zum 15. Februar 2010 Mitglied des Klub Parlamentarny Prawo i Sprawiedliwość (PiS), anschließend fraktionslos und ab dem 8. Juli 2010 wieder Mitglied des Klub Parlamentarny Prawo i Sprawiedliwość (PiS) |
|      | Jadwiga Rotnicka                     | Jadwiga Rotnicka              | KW Platforma Obywatelska RP   | 38        | PO           | |
|      | Jan Rulewski                         | Jan Rulewski                  | KW Platforma Obywatelska RP   | 04        | PO           | |
|      | Czesław Ryszka                       | Czesław Ryszka                | KW Prawo i Sprawiedliwość     | 27        | PiS          | |
|      | Sławomir Sadowski                    | Sławomir Sadowski             | KW Prawo i Sprawiedliwość     | 33        | PiS          | |
|      | Janusz Sepioł                        | Janusz Sepioł                 | KW Platforma Obywatelska RP   | 12        | PO           | |
|      | Władysław Sidorowicz                 | Władysław Sidorowicz          | KW Platforma Obywatelska RP   | 03        | PO           | |
|      | Tadeusz Skorupa                      | Tadeusz Skorupa               | KW Prawo i Sprawiedliwość     | 13        | PiS          | |
|      | Wojciech Skurkiewicz                 | Wojciech Skurkiewicz          | KW Prawo i Sprawiedliwość     | 16        | PiS          | |
|      | Eryk Smulewicz                       | Eryk Smulewicz                | KW Platforma Obywatelska RP   | 15        | PO           | |
|      | Henryk Stokłosa                      | Henryk Stokłosa               | KWW Henryka Tadeusza Stokłosy | 37        |              | nachgewählt am 6. Februar 2011 für Piotr Głowski |
|      | Henryk Stokłosa                      | Henryk Stokłosa               | KWW Henryka Tadeusza Stokłosy | 37        | fraktionslos | nachgewählt am 6. Februar 2011 für Piotr Głowski |
|      | Jacek Swakoń                         | Jacek Swakoń                  | KW Platforma Obywatelska RP   | 01        | PO           | bis zum 18. Januar 2011 Mitglied des Klub Senatorów Platforma Obywatelska (PO) und ab dem 19. Januar 2011 Mitglied des Klub Polska Jest Najważniejsza (PJN)                                                  |
|      | Jacek Swakoń                         | Jacek Swakoń                  | KW Platforma Obywatelska RP   | 01        | PJN          | bis zum 18. Januar 2011 Mitglied des Klub Senatorów Platforma Obywatelska (PO) und ab dem 19. Januar 2011 Mitglied des Klub Polska Jest Najważniejsza (PJN)                                                  |
|      | Zbigniew Szaleniec                   | Zbigniew Szaleniec            | KW Platforma Obywatelska RP   | 31        | PO           | |
|      | Andrzej Szewiński                    | Andrzej Szewiński             | KW Platforma Obywatelska RP   | 27        | PO           | |
|      | Grażyna Sztark                       | Grażyna Sztark                | KW Platforma Obywatelska RP   | 39        | PO           | |
|      | Marek Trzciński                      | Marek Trzciński               | KW Platforma Obywatelska RP   | 11        | PO           | bis zum 5. September 2011 Mitglied des Klub Senatorów Platforma Obywatelska (PO), ab dem 6. September 2011 Mitglied des Koło Senackie „Obywatele do Senatu“                                                  |
|      | Marek Trzciński                      | Marek Trzciński               | KW Platforma Obywatelska RP   | 11        | OdS          | bis zum 5. September 2011 Mitglied des Klub Senatorów Platforma Obywatelska (PO), ab dem 6. September 2011 Mitglied des Koło Senackie „Obywatele do Senatu“                                                  |
|      | Piotr Wach                           | Piotr Wach                    | KW Platforma Obywatelska RP   | 20        | PO           | |
|      | Kazimierz Wiatr                      | Kazimierz Wiatr               | KW Prawo i Sprawiedliwość     | 14        | PiS          | |
|      | Mariusz Witczak                      | Mariusz Witczak               | KW Platforma Obywatelska RP   | 35        | PO           | |
|      | Edmund Wittbrodt                     | Edmund Wittbrodt              | KW Platforma Obywatelska RP   | 25        | PO           | |
|      | Grzegorz Wojciechowski               | Grzegorz Wojciechowski        | KW Prawo i Sprawiedliwość     | 10        | PiS          | |
|      | Michał Wojtczak                      | Michał Wojtczak               | KW Platforma Obywatelska RP   | 05        | PO           | |
|      | Henryk Woźniak                       | Henryk Woźniak                | KW Platforma Obywatelska RP   | 08        | PO           | |
|      | Jan Wyrowiński                       | Jan Wyrowiński                | KW Platforma Obywatelska RP   | 05        | PO           | |
|      | Stanisław Zając                      | Stanisław Zając               | KW Prawo i Sprawiedliwość     | 21        |              | nachgewählt am 22. Juni 2008 für Andrzej Mazurkiewicz; verstorben am 10. April 2010 |
|      | Stanisław Zając                      | Stanisław Zając               | KW Prawo i Sprawiedliwość     | 21        | PiS          | nachgewählt am 22. Juni 2008 für Andrzej Mazurkiewicz; verstorben am 10. April 2010 |
|      | Stanisław Zając                      | Stanisław Zając               | KW Prawo i Sprawiedliwość     | 21        |              | nachgewählt am 22. Juni 2008 für Andrzej Mazurkiewicz; verstorben am 10. April 2010 |
|      | Alicja Zając                         | Alicja Zając                  | KW Prawo i Sprawiedliwość     | 21        |              | nachgewählt am 20. Juni 2010 für Stanisław Zając |
|      | Alicja Zając                         | Alicja Zając                  | KW Prawo i Sprawiedliwość     | 21        | PiS          | nachgewählt am 20. Juni 2010 für Stanisław Zając |
|      | Krzysztof Zaremba                    | Krzysztof Zaremba             | KW Platforma Obywatelska RP   | 40        | PO           | bis zum 23. April 2009 Mitglied des Klub Senatorów Platforma Obywatelska (PO), anschließend fraktionslos und ab dem 3. August 2010 Mitglied des Klub Parlamentarny Prawo i Sprawiedliwość (PiS)              |
|      | Krzysztof Zaremba                    | Krzysztof Zaremba             | KW Platforma Obywatelska RP   | 40        | fraktionslos | bis zum 23. April 2009 Mitglied des Klub Senatorów Platforma Obywatelska (PO), anschließend fraktionslos und ab dem 3. August 2010 Mitglied des Klub Parlamentarny Prawo i Sprawiedliwość (PiS)              |
|      | Krzysztof Zaremba                    | Krzysztof Zaremba             | KW Platforma Obywatelska RP   | 40        | PiS          | bis zum 23. April 2009 Mitglied des Klub Senatorów Platforma Obywatelska (PO), anschließend fraktionslos und ab dem 3. August 2010 Mitglied des Klub Parlamentarny Prawo i Sprawiedliwość (PiS)              |
|      | Piotr Zientarski                     | Piotr Zientarski              | KW Platforma Obywatelska RP   | 39        | PO           | |
|      | Marek Ziółkowski                     | Marek Ziółkowski              | KW Platforma Obywatelska RP   | 38        | PO           | |